# Jutta Van de Vyver
Jutta Van de Vyver (Dendermonde, 11 juni 1996) is een Belgische volleybalster. Ze speelt als spelverdeler.

## Levensloop
Van de Vyver was tijdens haar jeugd actief bij PNV Waasland. In 2012 sloot ze op vijftienjarige leeftijd aan bij Hermes Volley Oostende. Vervolgens kwam ze uit voor VC Oudegem, VDK Gent en Black and White Company Lendelede. Vanaf seizoen 2019-'20 verdedigde ze de kleuren van Asterix Avo Beveren. Met de club werd ze tweemaal landskampioen en won ze eenmaal de Beker van België (2021) en de Supercup (2019). Sinds 2022 is ze aan de slag bij Charleroi Volley.
Daarnaast is Van de Vyver actief bij de Belgische nationale ploeg. Ze debuteerde bij de Yellow Tigers in tijdens de Nations League van 2019. Met de nationale equipe behaalde ze brons in de Challenger Cup van 2022 en zilver in de Europese volleyballeague van 2023.
Haar oudere zus Ilka en ouders (Julien Van de Vyver en Kato Snauwaert) zijn/waren eveneens actief in het volleybal.

## Palmares

### Individueel
- 2020/21:  Kampioenschap van België - beste spelverdeelster
- 2021/22:  Kampioenschap van België - beste spelverdeelster
- 2022: FIVB Challenger cup - beste spelverdeelster